# کتابخانه عمومی گلوگاه
کتابخانه عمومی گلوگاه کتابخانه‌ای عمومی واقع در خیابان فرمانداری گلوگاه می‌باشد. 
این کتابخانه با زیربنای ۲۴۰ مترمربع و مساحت ۳۶۰ مترمربع در ۱ طبقه با درجه ۳ فعالیت می‌کند.

## بخش‌ها
مخزن کتاب، مرجع